# Psychoza poporodowa
Psychoza poporodowa (PP) – epizod psychozy, występujący po urodzeniu dziecka.  Zazwyczaj rozpoczyna się do 4 tygodni po porodzie, przy czym aż w połowie przypadków rozpoczyna się w pierwszym tygodniu, a w 75% przypadków w pierwszych 2 tygodniach po porodzie.
Psychoza poporodowa rozpoczyna się często od bezsenności, występowania uczucia niepokoju i zagubienia, a następnie przechodzi w podejrzliwość, zmiany zachowania i pozostałe objawy psychotyczne. Często w krótkim czasie następuje znaczna zmiana objawów pod względem ich intensywności i rodzaju przeżyć.

## Klasyfikacja
Kwestią sporną jest, czy psychoza poporodowa jest odrębną jednostką chorobową, czy jedynie odmianą zaburzeń afektywnych z objawami psychotycznymi, schizofrenii, zaburzeń psychoorganicznych, czy też stanowi połączenie wymienionych zaburzeń.
W DSM-5 psychozę poporodowę klasyfikuje się jako “krótkie zaburzenie psychotyczne” w sekcji “Zaburzenia należące do spektrum schizofrenii i inne zaburzenia psychotyczne”. Z kolei w ICD-10 koduje się ją zazwyczaj przez podanie typu zaburzenia (F30-F39) i dodanie drugiego kodu 099.3 (zaburzenia psychiczne i zaburzenia układu nerwowego wikłające ciążę, poród i połóg). W pewnych rzadkich przypadkach klasyfikacja pozwala również użyć kodu F53.

## Epidemiologia
Psychoza poporodowa jest dużo rzadziej występującym zaburzeniem niż np. depresja poporodowa. Szacuje się, że występuje ona z częstotliwością 1-2 przypadków na 1000 urodzeń. Choć występowanie tego zaburzenia jest rzadkie, niesie ono ze sobą duże zagrożenie dla życia matki i dziecka, ponieważ nieleczone symptomy PP mogą doprowadzić do samobójstwa i/lub zabicia dziecka. 

## Przyczyny
Dokładne przyczyny psychozy poporodowej nie są znane. Za czynniki ryzyka uznaje się:
- Występowanie psychozy poporodowej po poprzedniej ciąży
- Wcześniejsze doświadczanie choroby afektywnej dwubiegunowej lub schizofrenii
- Istnienie w rodzinie historii chorób psychicznych, zwłaszcza psychozy poporodowej

Badania pokazują jednak, że 40% doświadczających psychozy poporodowej matek, nie cierpiało wcześniej na żadne choroby psychiczne.

## Symptomy[5]
- Halucynacje - widzenie, słyszenie lub czucie rzeczy/osób, których nie ma w rzeczywistości
- Urojenia - nieprawdziwe przekonania np. matka uważa, że w dziecko wstąpił demon
- Zmiana charakteru - zachowywanie się istotnie inaczej niż poprzednio
- Utrata zahamowań - zachowywanie się prowokacyjnie, dziwacznie
- Obniżony nastrój lub nastrój maniakalny
- Dezorientacja - utrata świadomości co do miejsca i czasu
- Pobudzenie psychoruchowe
- Bezsenność

## Leczenie
Psychoza poporodowa traktowana jest jako stan nagły, a matka, u której występują symptomy, powinna natychmiast zostać skierowana na hospitalizację. Choroba dobrze odpowiada na leczenie farmakologiczne, szczególnie w połączeniu z psychoterapią i psychoedukacją. Jako leki pierwszego wyboru stosuje się leki przeciwpsychotyczne i stabilizatory nastroju. Czasami również stosuje się profilaktyczną farmakoterapię wśród kobiet z wysokim ryzykiem psychozy poporodowej.